# Nieuport IV

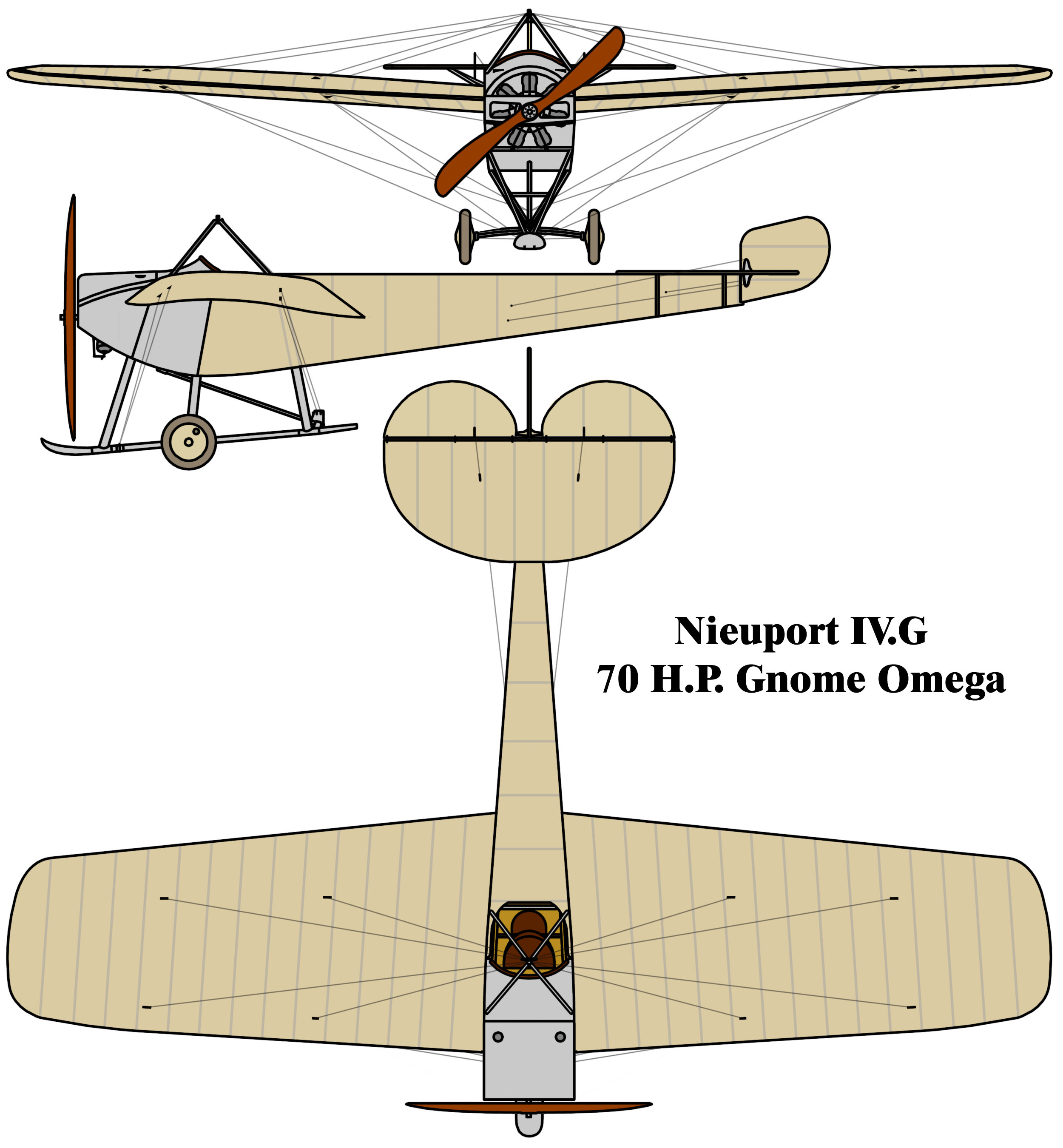

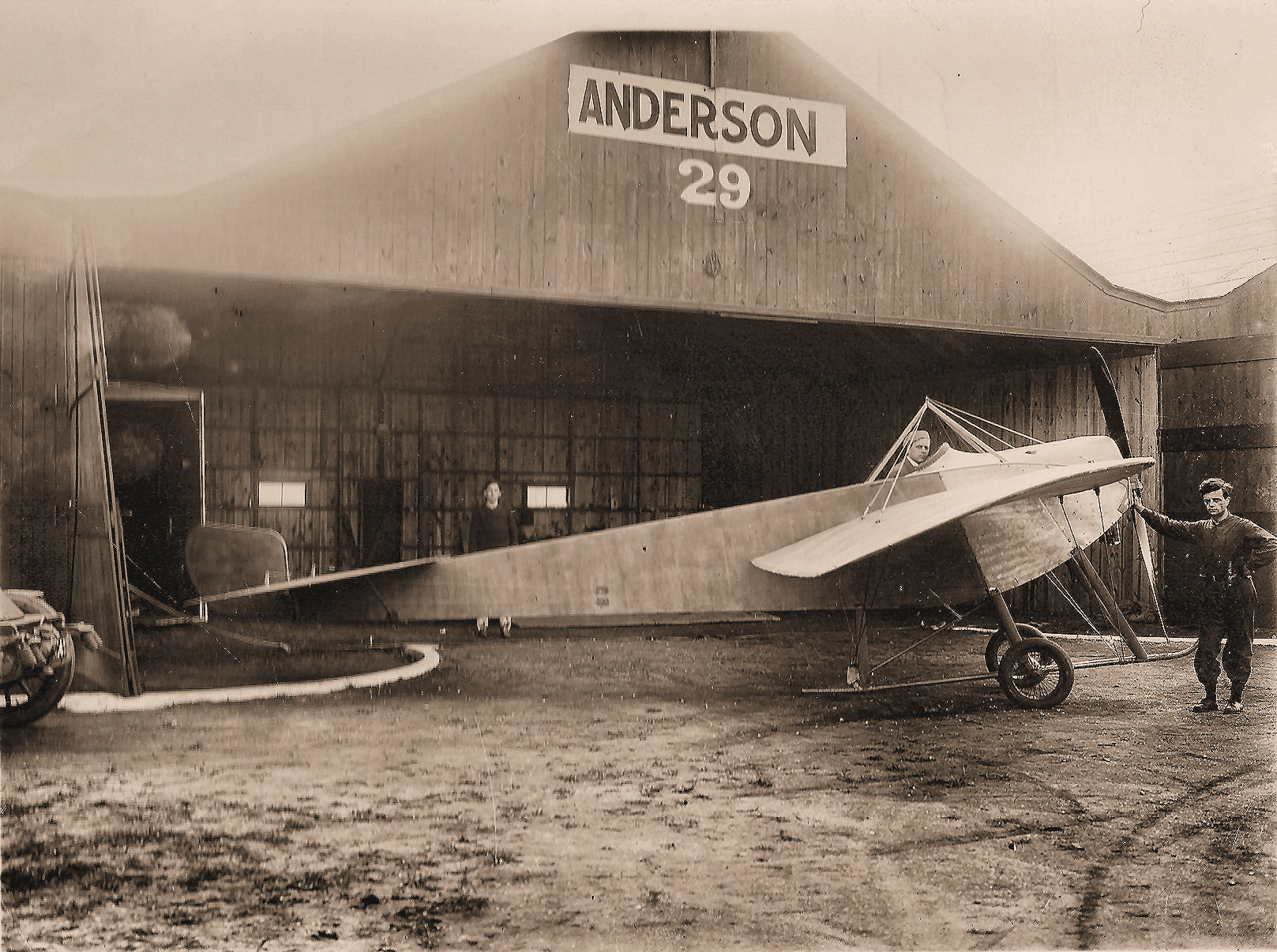
O Nieuport IV.G de Ernest Anderson, ~1912.

O Nieuport IV, foi um avião esportivo monoplano, monomotor francês de um só lugar em configuração de tração com asas a meia altura, projetado e construído por Édouard Nieuport, sendo usado também como avião de treinamento e observação, no início da década de 1910.

## Projeto e desenvolvimento
Um ano depois da sua fundação em 1909, a Societe Anonyme des Etablissements Nieuport, criou o Nieuport IV como um desenvolvimento do Nieuport II. Inicialmente, ele foi desenhado como um avião esportivo e de corrida, monoplano de dois lugares, mas também foi adquirido pelas forças aéreas de vários países. Equipado inicialmente com um motor giratório de 50 hp, que mais tarde foi substituído por modelos mais potentes.

## Histórico operacional

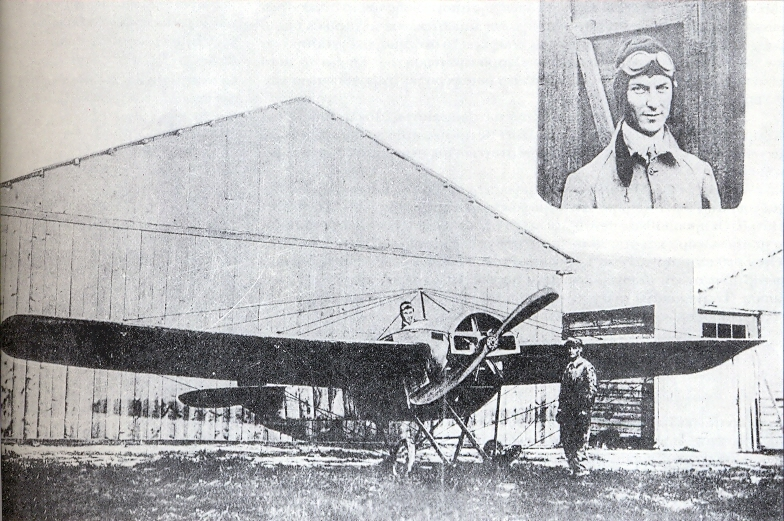
O Nieuport IV.G de Emmanouel Argyropoulos batizado de Alkyon no qual ele fez o primeiro voo na Grécia.

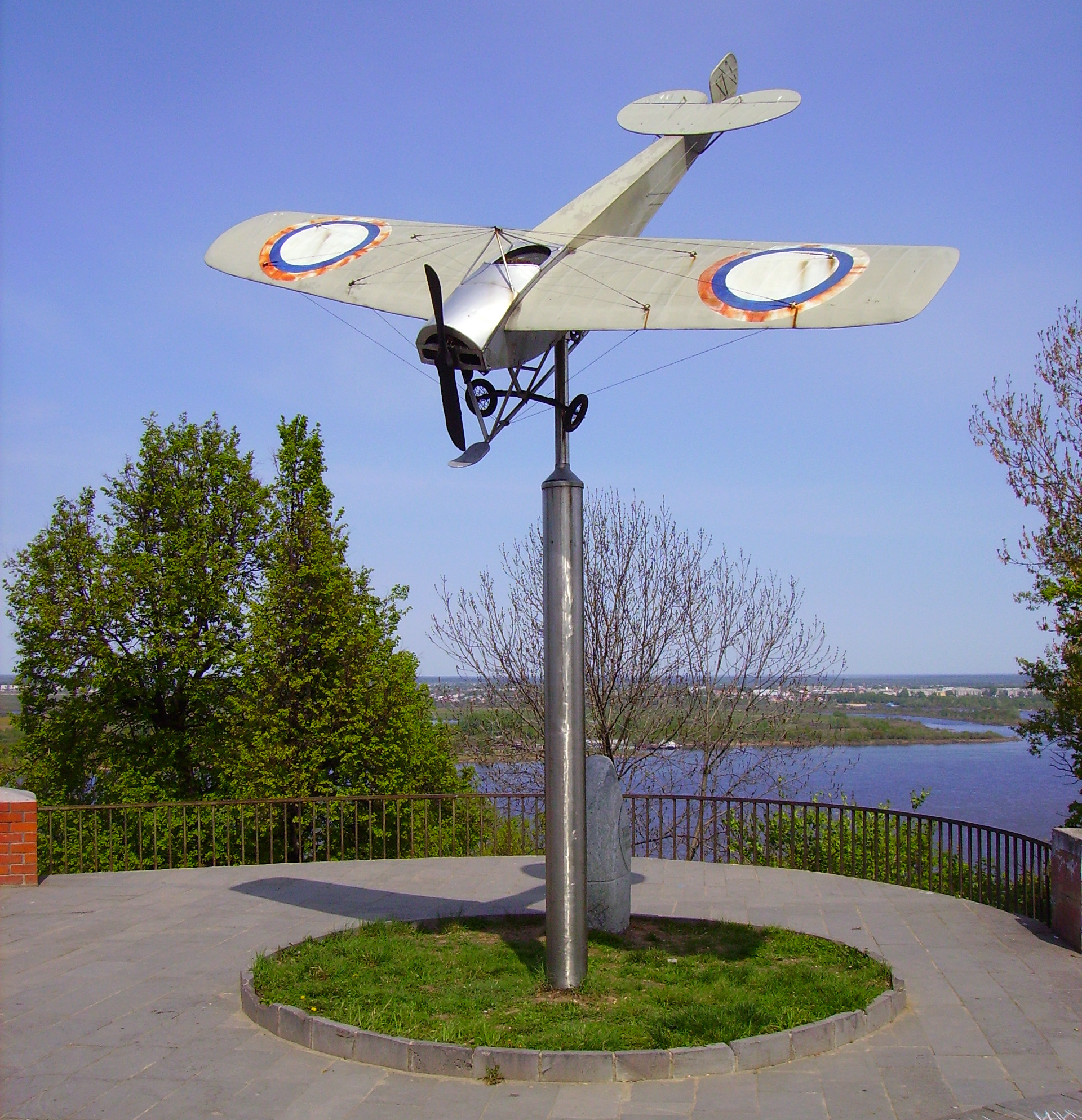
Réplica do um Nieuport IV.G em Níjni Novgorod onde Nesterov executou o primeiro "loop" num avião.

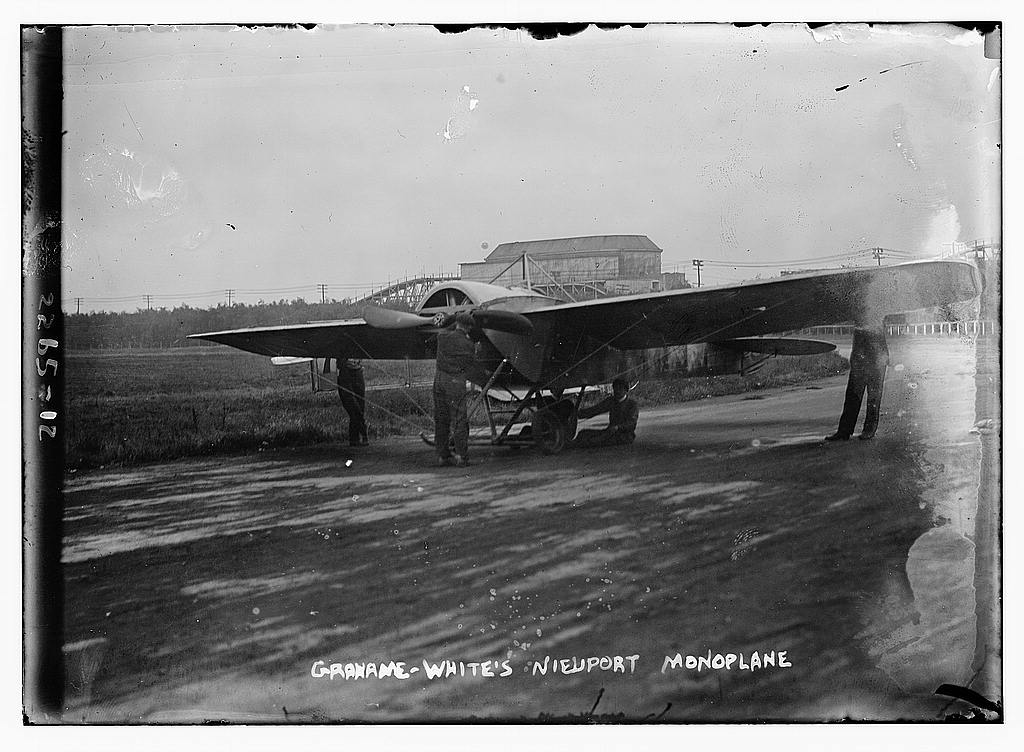
O Nieuport IV de Claude Grahame-White em 1912. Esse avião serviu mais tarde no Royal Flying Corps.

Os primeiros Nieuport IV foram construídos em 1911, e a produção continuou durante a Primeira Guerra Mundial na Rússia.
O modelo foi adotado em pequenas quantidades por quase todas as forças aéreas daquele período, sendo que o Serviço Aéreo do Império Russo foi o maior usuário.
A variante IV.G, foi uma das principais usadas pelo Serviço Aéreo Imperial Russo quando iniciou suas atividades, com cerca de 300 sendo produzidas localmente pela Fábrica de Vagões Russo-Báltica e Shchetinin em São Petersburgo, e pela Fábrica Dux em Moscou. Foi com um desses modelos que o tenente Pyotr Nesterov executou o primeiro loop da história, sobre Kiev em 27 de agosto de 1913. Por conta disso, ele foi preso por dez dias por "ter colocado em risco propriedade do governo". Quando o feito foi repetido na França, ele foi promovido e recebeu uma medalha.
O governo francês equipou um único esquadrão com o Nieuport IV.M, a "Escadrille 12" inicialmente baseada em Reims, tendo adquirido no mínimo 10. Essa unidade continuou a operar monoplanos Nieuport depois do começo da Primeira Guerra Mundial, substituindo-os por outros tipos quando sua vida útil se esgotava.
A Força Aérea da Suécia utilizou um exemplar do modelo IV.G em 1912, utilizado quatro pilotos, tornando-se uma dos primeiros aviões daquela força, que recebeu um segundo IV.G em 1913, e um IV.H transferido da Marinha Sueca.
O Exército Japonês utilizou um IV.G e um IV.M, que lá foram redesignados como NG e NM respectivamente.
O primeiro avião adquiridos pelo Real Batalhão Aéreo de Engenheiros do Exército Britânico, precursor do Royal Flying Corps, foi um Nieuport IV.G, identificado como "B4". Outros IV.G foram adquiridos por usuários privados, incluindo um para Claude Grahame-White e outro para Charles Rumney Samson, e mais três outros.
A Argentina comprou um único exemplar de IV.G batizado de la Argentina que serviu na Escuela de Aviation Militaire.
Na Grécia, um IV.G foi adquirido por um particular e batizado como Alkyon e depois de ter sido o primeiro avião a voar na Grécia, foi revendido ao governo que o utilizou durante a Primeira Guerra Balcânica em 1912, a partir de Larissa.
O Sião comprou quatro  IV.G que foram usados como treinadores na base aérea de Don Mueang.
A Espanha adquiriu um IV.G e quatro IV.M que foram usados pela Escuala Nieuport de Peu para treinamento antes que três deles fossem transferidos para outra escola em Madri, e de lá para Zezulan, mantendo-se operacionais até 1917.
Na Itália, a 1a Flottiglia Aeroplani of Tripoli operou vários Nieuport IV.G durante a Guerra ítalo-turca, um dos quais foi o primeiro avião a ser usado numa operação militar quando efetuou um voo de reconhecimento contra as forças turcas em 23 de outubro de 1911. Ele perdeu por pouco, para um Bleriot XI da mesma unidade a primazia de ser o primeiro avião a lançar uma bomba em forças inimigas, mas fez isso durante o restante do conflito. O piloto que conduziu a missão, o capitão Maizo, tornou-se a primeira vitima de fogo antiaéreo, quando foi abatido por um antigo canhão australiano antes do término da guerra ítalo-turca em 1912.

## Variantes
Essas foram as variantes do Nieuport IV:
- IV : designação genérica básica (aviões específicos usavam sempre uma letra como sufixo)
- IV.G : Gnome modelo esportivo e de corridas básico com várias opções do motor giratório Gnome de 50 a 100 hp.
- IV.H : Hydro hidroavião com dois flutuadores principais e um menor na cauda - muito usado em competições com motores de até 200 hp.
- IV.M : Militaire avião de observação com várias opções do motor giratório Gnome de 70 a 100 hp. 
 projetado para ser montado e desmontado rapidamente para ser transportado por caminhões.

## Sobreviventes

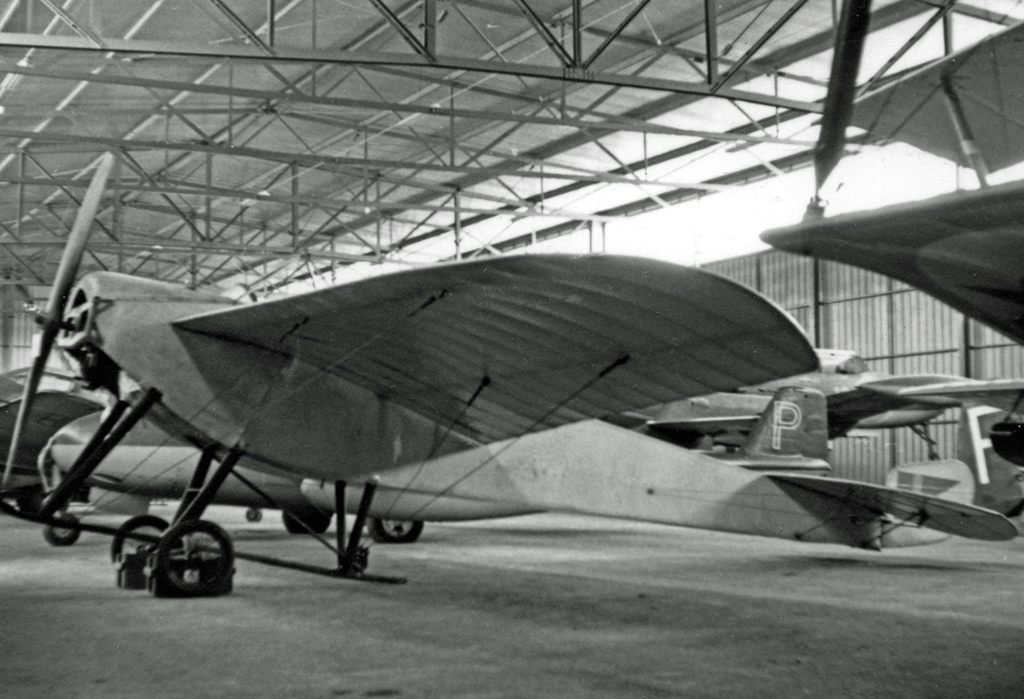
Vista lateral de um Nieuport IV.G de 1912 em exibição no Flygvapenmuseum em Malmslätt, Suécia. Foto de 1968.

A força aérea sueca manteve o seu primeiro modelo Nieuport IV em condições de voo até 1965. Hoje em dia esse avião está preservado e em exposição no Museu da Força Aérea (Flygvapenmuseum) na base aérea de Malmslätt, perto de Linköping, Suécia.
O Museo del Aire, perto do aeroporto de Cuatro Vientos em Madri tem uma réplica de um de seus modelos IV.

## Usuários
Fonte: Priswell
- Argentina
- Grécia
- Itália
- Japão
- Império Russo
- Sião
- Espanha
- Suécia
- Reino Unido

## Especificação

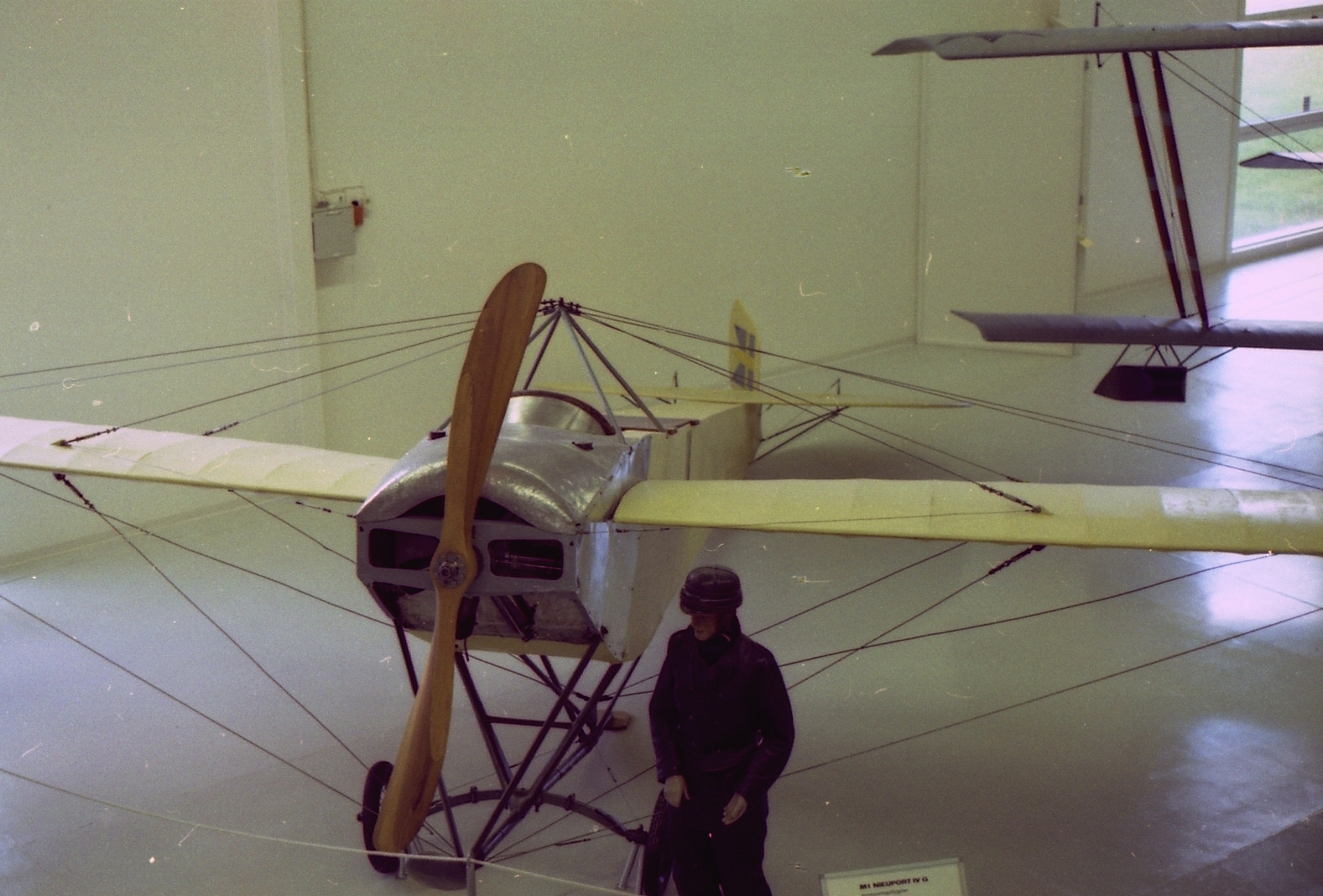
Vista frontal de um Nieuport IV.G de 1912 em exibição no Flygvapenmuseum em Malmslätt, Suécia.

Estas são as características do Nieuport IV
- Características gerais:
  - Tripulação: 1
  - Comprimento: 8,2 m
  - Envergadura: 12,1 m
  - Área da asa: 22 m²
  - Peso vazio: 483 kg
  - Motor: 1 x motor giratório Gnome, de 100 hp.

- Performance:
  - Velocidade máxima: 120 km/h
  - Tempo de subida: 500 m em 12 minutos e 40 segundos